# Фонограф (фильм)
«Фоно́граф» — короткометражный художественный фильм Кирилла Серебренникова, снятый в 2016 году. В фильме показан эпизод из жизни Петра Чайковского и его окружения, произошедший в январе 1890 года, когда энтузиаст звукозаписи Юлий Блок привёз в Россию фонограф Эдисона и предложил записать на фонограф игру Антона Рубинштейна. Рубинштейн играть отказался, и в результате в записи поучаствовали Чайковский и несколько музыкантов, главным образом с шутливыми фразами. Сама запись, длящаяся чуть более одной минуты, долгое время считалась утраченной, однако в 1997 году была обнаружена в Пушкинском Доме; она является единственной сохранившейся записью с голосом Чайковского.
Фильм был снят для фонда «Б.Э.Л.А. Дети-бабочки», созданного для помощи детям с буллёзным эпидермолизом. На благотворительном рождественском вечере ACTION! 4 декабря 2016 года права на фильм были проданы меценату Нургуль Ертаевой, а вырученные средства пошли на помощь подопечным Фонда.

## Сюжет
Действие показано глазами молодого слуги, который сначала встречает гостей, вешая шубу пришедшего Сафонова. Затем слуга несёт на второй этаж стаканы, наполняет один стакан водой и, постучав в дверь, заходит в комнату, где происходит запись. Собравшиеся по очереди подходят к установленному на столе фонографу, говорят шутливые фразы, поют или свистят. Чайковский берёт принесённый стакан воды, и слуга выходит, однако продолжает наблюдать за происходящим. Рубинштейна уговаривают сыграть, он подходит к роялю, однако затем отказывается. Заметив слугу, наблюдающего сквозь приоткрытые двери, Чайковский с улыбкой прикладывает палец к губам. Затем слуга отходит от двери. Всё это время звук происходящего сильно приглушён, и по жестикуляции слуги и другой служанки становится понятно, что слуга глухонемой.
Фильм заканчивается воспроизведением оригинальной аудиозаписи на фоне крупного плана фонографа.

### Текст фонографической записи
| | - Помощь по воспроизведению |
| Tchaikowsky & Anton Rubinstein & friends |                             |
| |                             |
| Е. Лавровская: Противный Кузьмин! Как он смеет называть меня коварной! (Кто-то из присутствующих поет.) П. Чайковский: Эта трель могла бы быть лучше! Е. Лавровская: (Поет.) П. Чайковский: Блок молодец! А Эдисон — ещё лучше! Е. Лавровская: (Кукует.) В. Сафонов: Peter Jürgenson in Moskau! П. Чайковский: Кто сейчас говорил? Кажется, голос Сафонова! (Свистит.) Е. Лавровская (Рубинштейну): Антон Григорьевич, сыграйте что-нибудь! Увековечьтесь. Пожалуйста… Несколько аккордов… Пожалуйста, Антон Григорьевич, сыграйте! А. Губерт: Lassen sie sich erweichen! А скорушко всё устроится! В. Сафонов: Ну, маленький, ну, пару аккордов! А. Рубинштейн: Век живи — век учись. Да, это дивная вещь! Ю. Блок: Наконец-то! |                             |

## В ролях
- Герман Лавровский — слуга
- Евгений Миронов — Пётр Ильич Чайковский
- Ксения Раппопорт — Елизавета Андреевна Лавровская
- Сергей Галанин — Антон Григорьевич Рубинштейн
- Вадим Журавлёв — Василий Ильич Сафонов
- Евгений Каменькович — Юлий Иванович Блок, автор записи
- Яна Сексте — Александра Ивановна Губерт, пианистка
- Лариса Морозова — горничная
- Ольга Добрина — горничная